# Thessa Klinkhammer

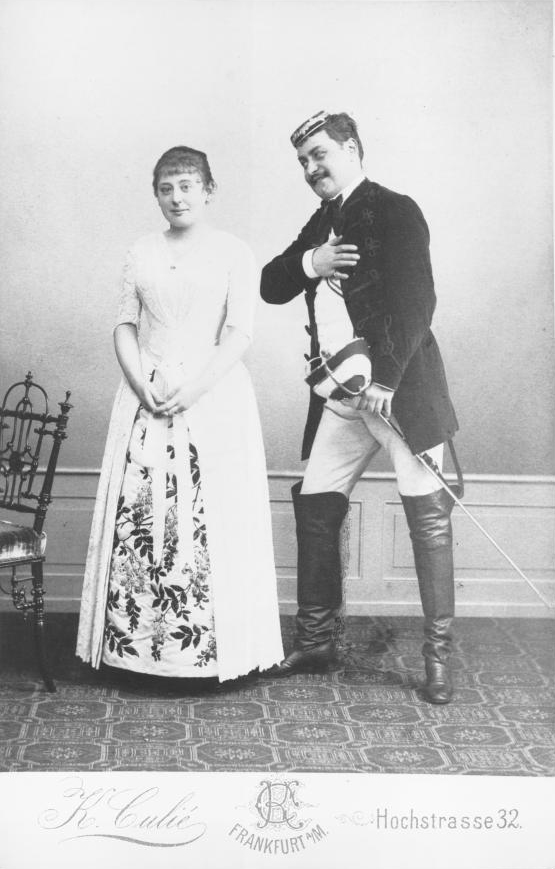
Thessa Klinkhammer und Eugen Staegemann in den 1880er Jahren am Frankfurter Theater

Thessa Klinkhammer, eigentlich Thessalia (* 8. Oktober 1859 in Orawitz, Banat; † 21. November 1934 in Frankfurt am Main), war eine deutsche Schauspielerin.

## Leben und Werk
Klinkhammer war die Tochter eines Oberingenieurs der k.k. Staatsbahnen. Nach einer Ausbildung bei Leo Friedrich debütierte sie 1877 am Hoftheater Sigmaringen als Madeleine in Das Urbild des Tartüffe von Karl Gutzkow. 1878 ging sie ans  Berliner Residenztheater, das 1876 bis 1879 unter Leitung von Emil Claar stand. 1879 wechselte sie ans Hoftheater Dresden. Als Claar Intendant der Vereinigten Stadttheater in Frankfurt am Main wurde, holte er Klinkhammer 1880 an seine Bühne. Dort trat sie in Rollen als jugendliche Naive und Liebhaberin auf. 1887 wechselte sie zum Thalia-Theater nach Hamburg, später nach Berlin. Nach Gastspielreisen kehrte sie 1896 an das Frankfurter Schauspielhaus zurück, wo sie nun hauptsächlich in Charakterrollen als Salondame, Mutter und Komische Alte auftrat. Beim Frankfurter Publikum war sie wegen ihrer Natürlichkeit und ihrer volltönenden Stimme sehr beliebt. 1896 gründete sie in Frankfurt eine Theaterschule. Zu ihren Schülern gehörten Mathilde Einzig und Anny Hannewald sowie der Schriftsteller und Dramaturg Heinrich Bitsch.
Zu ihrem Goldenen Bühnenjubiläum am 11. April 1931 gab sie ihre Abschiedsvorstellung in Bunbury von Oscar Wilde.